# Coxicerberus remani
Coxicerberus remani is een pissebed uit de familie Microcerberidae. De wetenschappelijke naam van de soort is voor het eerst geldig gepubliceerd in 1956 door Chappuis, Delamare-Deboutteville & Paulian.